# مجرد حظي
مجرد حظي (بالإنجليزية: Just My Luck)‏ هو فيلم كوميدي أمريكي 2006 لمخرج دونالد بيتري نجوم الفيلم ليندسي لوهان وكريس باين. يركز الفيلم على حياة أشلي أولبرايت (ليندساي لوهان) التي يراها صديقاتها أنها المرأة الأكثر حظا في العالم حتي تلتقي بـ هاردن جيك (كريس باين) الذي لطالما عاني من سوء حظه، فما هي الا برهه حتي تنقلب الامور رأسا على عقب فيتحول هاردن جيك ذو الحظ التعييس ليصبح فتي ثري من الأكثر الناس حظا بينما تعاني أشلي أولبرايت من سوء حظها المتكرر بينما تبحث عن هاردن املا في إعادة حظها الجيد.

## أسرة العمل
- ليندسي لوهان بدور اشلي أولبرايت
- كريس باين بدور وجايك هاردن
- ارمسترونغ بدور ماجي

## الميزانية والإيرادات
بلغت تكلفة إنتاج الفيلم حوالي 28 مليون دولار بينما حقق أرباحا تقدر بـ 38 مليون دولار.

## وصلات خارجية
- مجرد حظي على موقع IMDb (الإنجليزية)
- مجرد حظي على موقع ميتاكريتيك (الإنجليزية)
- مجرد حظي على موقع روتن توميتوز (الإنجليزية)
- مجرد حظي على موقع نتفليكس (الإنجليزية)
- مجرد حظي على موقع قاعدة بيانات الأفلام العربية
- مجرد حظي على موقع ألو سيني (الفرنسية)
- مجرد حظي على موقع Turner Classic Movies (الإنجليزية)
- مجرد حظي على موقع أول موفي (الإنجليزية)
- مجرد حظي على موقع بوكس أوفيس موجو (الإنجليزية)
- مجرد حظي على موقع فيلمافينيتي (الإسبانية)